# Ochthera dasylenos
Ochthera dasylenos är en tvåvingeart som beskrevs av Clausen 1977. Ochthera dasylenos ingår i släktet Ochthera och familjen vattenflugor.
Artens utbredningsområde är Panama. Inga underarter finns listade i Catalogue of Life.